# Katastrofa lotu Bonanza Air Lines 114
Katastrofa lotu Bonanza Air Lines 114 – katastrofa lotnicza, która wydarzyła się 15 listopada 1964 roku w okolicach miasteczka Sloan w stanie Nevada. Samolot Fairchild Hiller FH-227, należący do linii lotniczych Bonanza Air Lines, rozbił się w czasie podchodzenia do lądowania. W wyniku katastrofy śmierć poniosło 29 osób (26 pasażerów i 3 członków załogi) - wszyscy na pokładzie.
Samolot Fairchild Hiller FH-227 (nr rej. N745L) odbywał rutynowy lot z Phoenix do Las Vegas. Feralnego dnia kapitanem maszyny był Henry Fitzpatrick. Około godziny 20:25, w czasie pochodzenia do lądowania w Las Vegas, maszyna zawadziła o szczyt góry, a następnie rozbiła się na pustynnym terenie w okolicach miasteczka Sloan. Bezpośrednio po zderzeniu samolotu z ziemią nastąpiła potężna eksplozja zapasów paliwa. Katastrofa miała miejsce 16 kilometrów od Las Vegas.
Miejsce katastrofy było trudne do zlokalizowania dla służb ratowniczych, gdyż samolot rozbił się na pustynnym, odludnym terenie, około 7 kilometrów od najbliższej szosy. Wraku Fairchilda poszukiwały cztery helikoptery. Jeden z nich natknął się na wrak kilkanaście godzin po katastrofie. Po dotarciu ratowników na miejsce stwierdzono, że spośród 29 osób na pokładzie nikt nie przeżył katastrofy. Ciała ofiar były zmasakrowane w takim stopniu, że ekipy ratownicze początkowo miały trudności z określeniem liczby ofiar tragedii.
Przyczyną katastrofy był błąd pilota, który błędnie odczytał wskazania wykresu odnośnie do wysokości samolotu na danym odcinku. Po latach jednak komisja lotnicza uznała, że wykres był wyjątkowo nieczytelny i kapitan Fitzpatrick ponosi tylko częściową odpowiedzialność za katastrofę.

## Narodowości ofiar katastrofy
| Kraj              | Pasażerowie | Załoga | Razem |
| ----------------- | ----------- | ------ | ----- |
| Stany Zjednoczone | 17          | 3      | 20    |
| Meksyk            | 8           | 0      | 8     |
| Kanada            | 1           | 0      | 1     |
| Razem             | 26          | 3      | 29    |

- Źródło:[4].